# Als ik God was
Als ik God was is een lied van de Nederlandse zangeres Froukje. Het werd in 2023 als single uitgebracht en stond in 2024 als elfde track op het album Noodzakelijk verdriet.

## Achtergrond
Als ik God was is geschreven en geproduceerd door Froukje Veenstra en David van Dijk. Het is een lied uit de genres nederpop, alternatieve pop en indiepop. In het lied zingt Froukje over dat het slecht gaat met de wereld om haar heen en wat zij zou doen als zij God was. Het is de eerste single die de zangeres uitbrengt onder eigen beheer, nadat ze haar contract bij platenlabel Top Notch niet liet verlengen. Daarnaast was de zangeres in 2023 ambassadeur van Record Store Day, waardoor vijfduizend personen op die dag de single gratis bij een verkooppunt konden ophalen. Het nummer was later in 2023 ook op de B-kant van de single Naar het licht te vinden.
Het nummer werd bij radiozender NPO 3FM uitgeroepen tot 3FM Megahit en door 3voor12 tot 'Song van het jaar 2023'.

## Hitnoteringen
De zangeres had succes met het lied in de hitlijsten van Nederland. Het piekte op de 54e plaats van de Nederlandse Single Top 100 en stond twee weken in deze hitlijst. De Nederlandse Top 40 werd niet bereikt; het kwam hier tot de vijfde plaats van de Tipparade.

### NPO Radio 2 Top 2000
Als ik God was stond in 2024 voor het eerst in de NPO Radio 2 Top 2000, op plek 806.